# Beavis and Butt-head (игра)
Beavis and Butt-head — приключенческая кроссплатформенная игра по мотивам американского мультипликационного сериала «Бивис и Баттхед», созданного Майком Джаджем.

## Обзор игры

Кадр из версии для Sega Mega Drive

Герои игры — персонажи мультсериала «Beavis and Butt-head».
В версиях для Sega и SNES игра представляет собой платформер с боковым сайд-скроллингом и двухмерной графикой. Бивис и Баттхед перемещаются по нескольким локациям (дом Бивиса, улица, школа, магазин и др.), отыскивая различные предметы; здесь присутствуют враги, ловушки, а также логические элементы и головоломки. Целью игры здесь является найти билеты на концерт рок-группы.
Версия для Game Boy также является платформером, но отличается использованием двух видов графического оформления (двухмерной графики и графики с применением изометрической проекции), сюжетом и геймплеем. Большинство уровней здесь нужно пройти от начала до конца, собирая полезные предметы и уничтожая врагов.

## Оценки
Игра получила в основном средние оценки критиков. Например, игровые журналы GamePro и EGM оценили версию для Sega Mega Drive в 3,5 баллов из 5 и 5,2 балла из 10. Информационный сайт All Game Guide поставил этой же версии оценку 3 балла из 5. Версию для SNES рецензенты из All Game Guide и GamePro также оценили в 3,5 баллов из 5.